# Ehrenfriedhof Bad Bodendorf

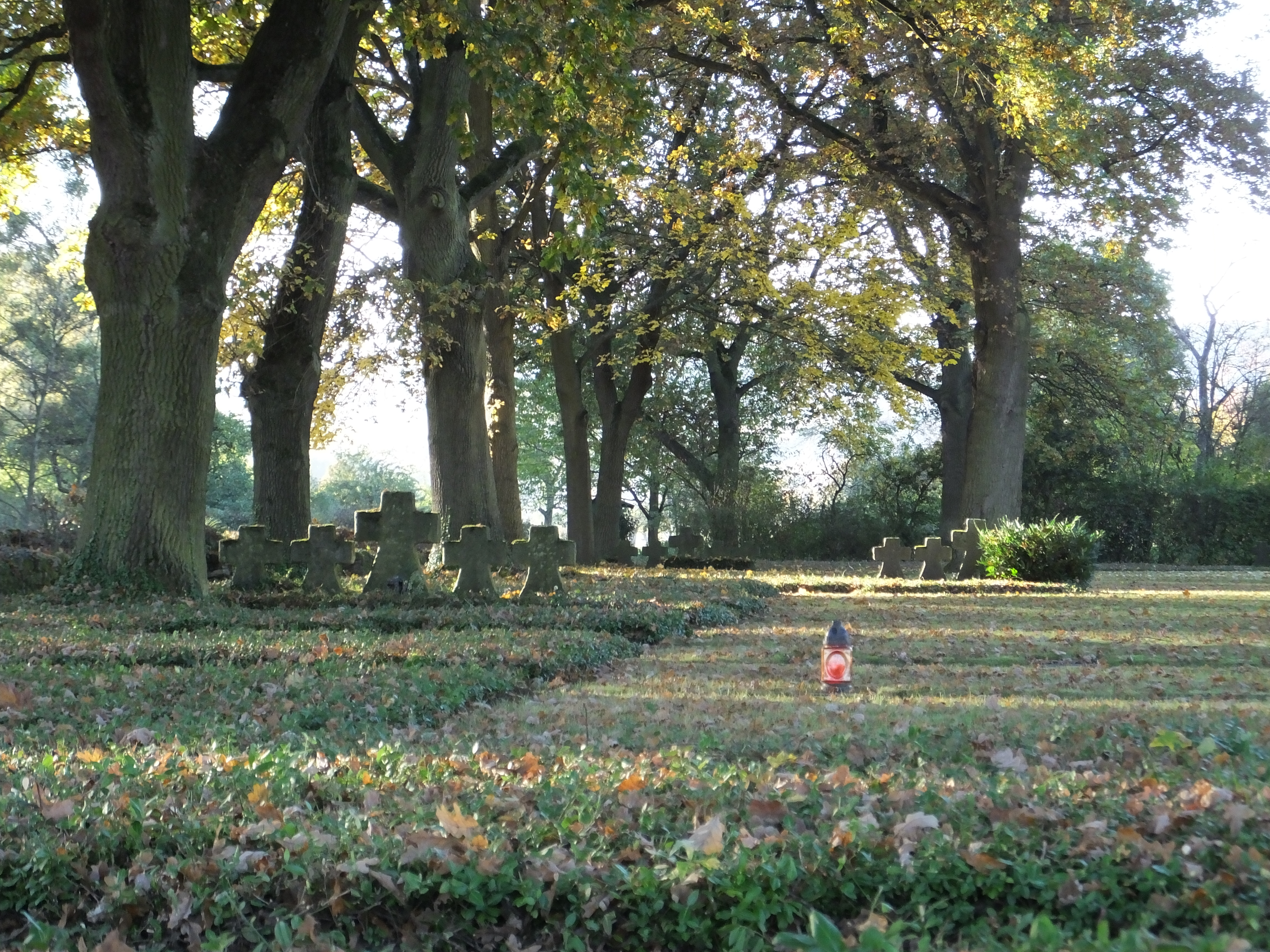
Ehrenfriedhof Bad Bodendorf im Herbst

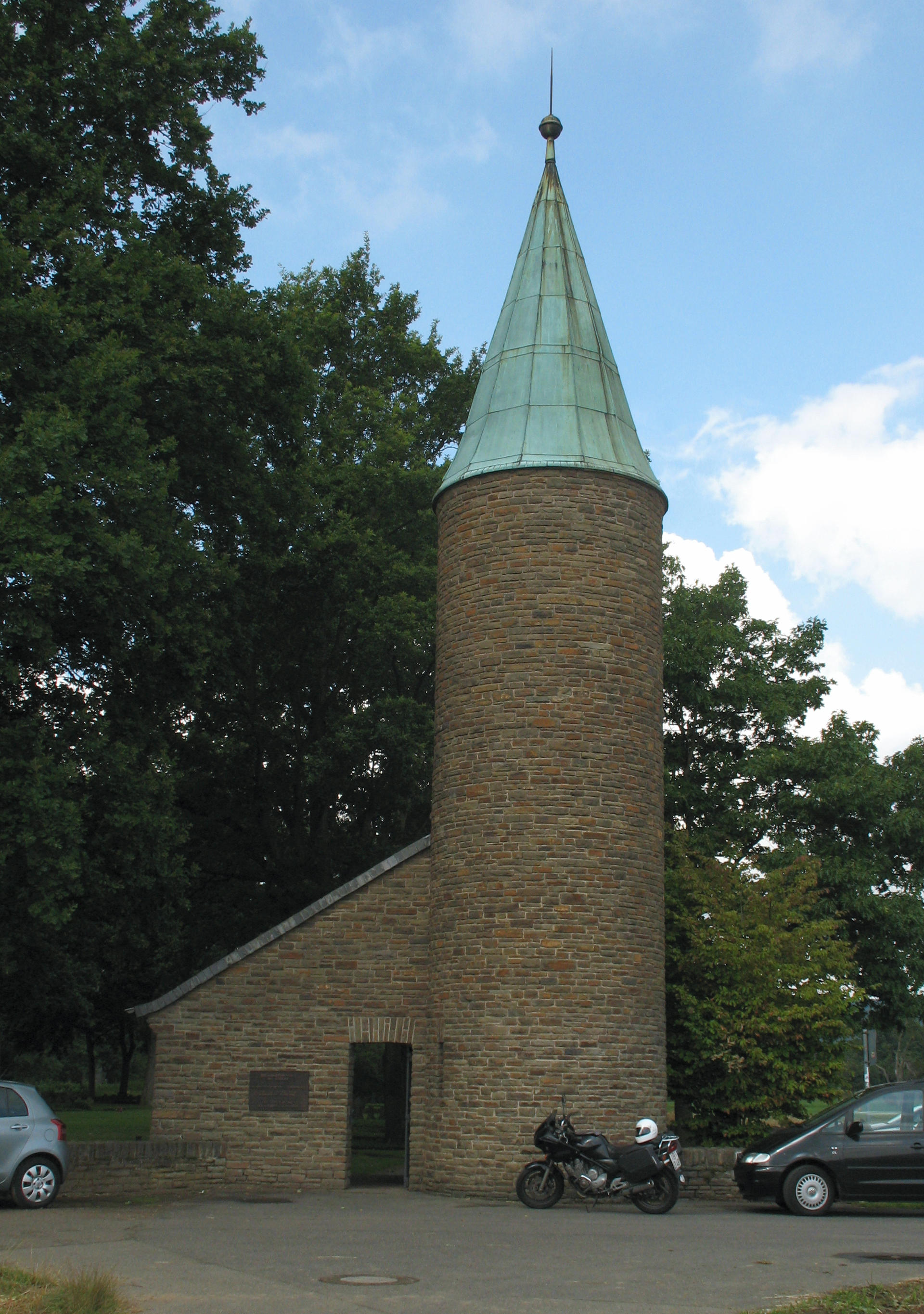
Eingang zum Ehrenfriedhof Bad Bodendorf

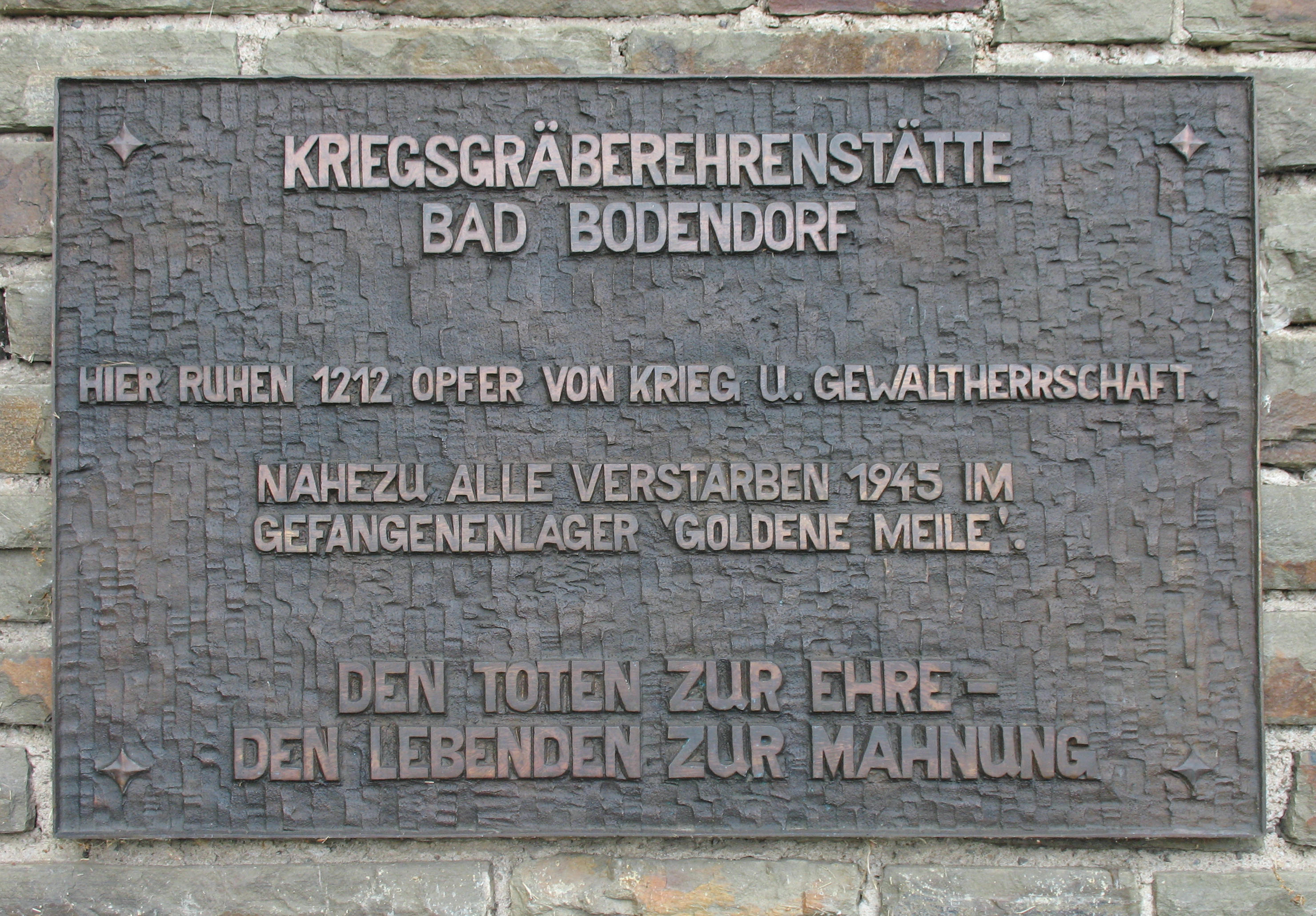

Der Ehrenfriedhof Bad Bodendorf ist eine Kriegsgräberstätte im Zusammenhang mit dem nahe gelegenen
Kriegsgefangenenlager Goldene Meile.

## Lage
Er liegt nördlich der Ahr und östlich von Bad Bodendorf, in Entfernung von ca. 2,5 km zum ehemaligen Lager.
Der Abstand war wahrscheinlich aus seuchenhygienischen Gründen gewählt.
So war der Friedhof auch ca. 0,5 km vom nächsten Wohnhaus in Bad Bodendorf entfernt.

## Geschichte
Am 28. April 1945 wurde auf Anordnung der Alliierten dieser Friedhof eingerichtet. Es wurden hier überwiegend Tote aus den
Lagern Remagen und Sinzig, aber auch aus den Lagern Plaidt/Miesenheim und Andernach begraben.
Bad Bodendorf war zu diesem Zeitpunkt eine eigenständige Gemeinde, die der Bürgermeisterei Remagen zugeordnet war. Heute
ist es ein Ortsteil der Stadt Sinzig.
Nach der Räumung der Lager wurde der Friedhof am 15. Juli 1945 geschlossen. 1090 Soldaten fanden bis dahin dort ihre
letzte Ruhe.
Der Friedhof wurde zu Allerheiligen, am 1. November 1945 eingesegnet. Bewohner der umliegenden Orte richteten die Gräber
für diesen Feiertag her – bis dahin wurden die Toten mit geringem Abstand aber mit Eichholzkreuzen und einer Metallplatte mit eingestanztem Namen beerdigt.
Beim Ausbau der Kriegsgräberstätte 1957 unter Beteiligung des Volksbund Deutsche Kriegsgräberfürsorge wurden weitere 154 Tote
zugebettet.
Die Tafel am Eingang gibt hingegen 1212 (statt 1244) Grabstätten an.
Beim Ahrhochwasser am 14./15. 07. 2021 wurde der Ehrenfriedhof von einer fünf Meter hohen Flutwelle überspült und verwüstet und ließ Unmengen Unrat, Schlamm und Totholz zurück. Das 2. Panzerpionierbataillon 1 aus Holzminden reinigte mit 51 Soldaten den Ehrenfriedhof und richtete ihn wieder her. Am 26. Juli 2021 segnete der Militärpfarren aus Höxter-Holzminden den Ehrenfriedhof wieder ein.

## Totenbuch

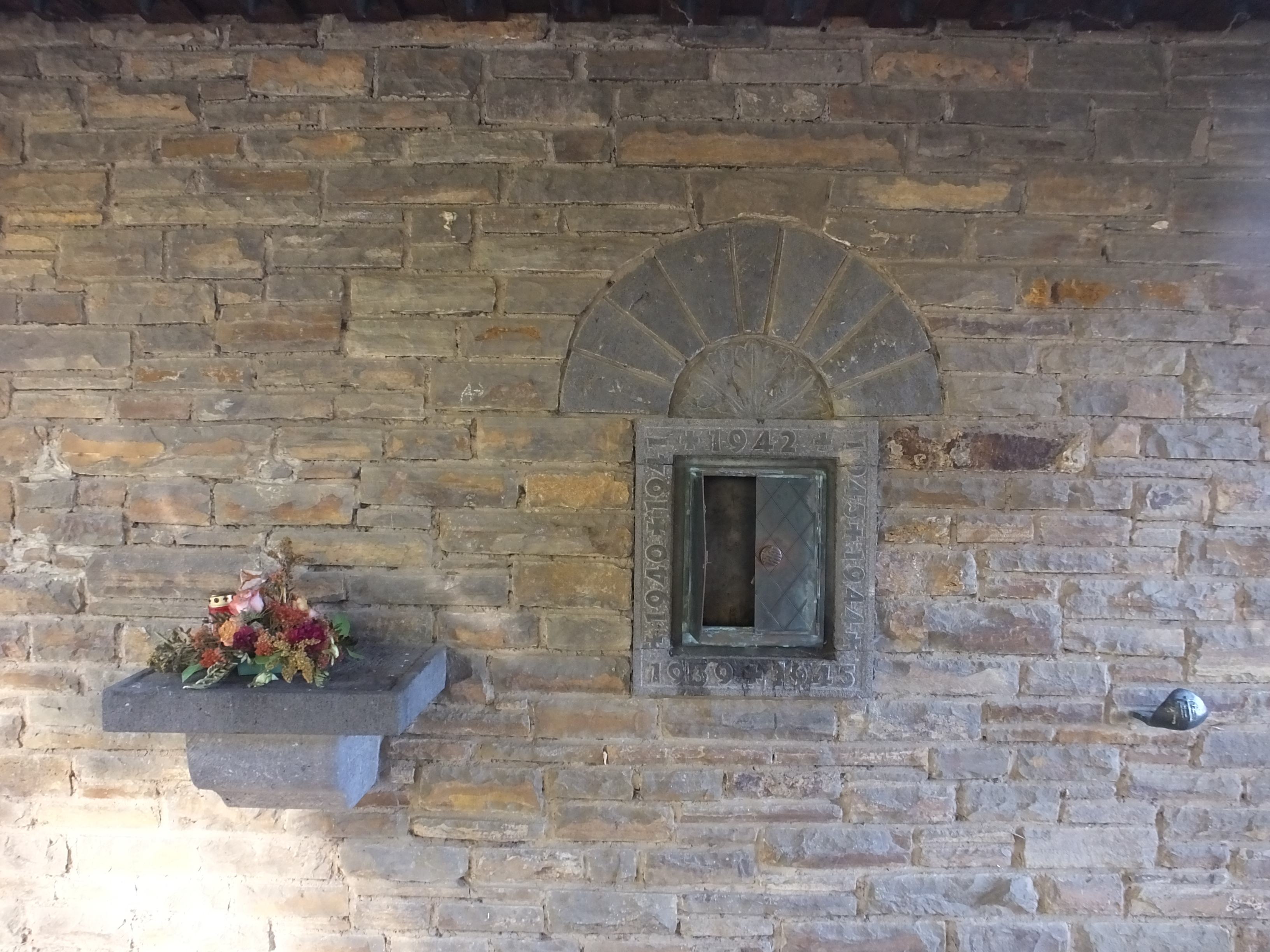
Aufbewahrungsort Totenbuch

Im Eingangsbereich wurde ein Verzeichnis der Grabstätten ausgelegt. Außerdem ist eine Abschrift online abrufbar – siehe Weblinks.

## Gedenkfeier am Volkstrauertag
Der Ehrenfriedhof in Bad Bodendorf ist Ort der zentralen Gedenkfeier des Landkreises Ahrweiler am Volkstrauertag.
Prominente Redner waren:
- Heiner Geißler, 2009
- Rupert Neudeck, 2008
- Norbert Blüm, 2007